# Beaufortia squarrosa
Beaufortia squarrosa là một loài thực vật có hoa trong Họ Đào kim nương. Loài này được Schauer mô tả khoa học đầu tiên năm 1844.

## Hình ảnh

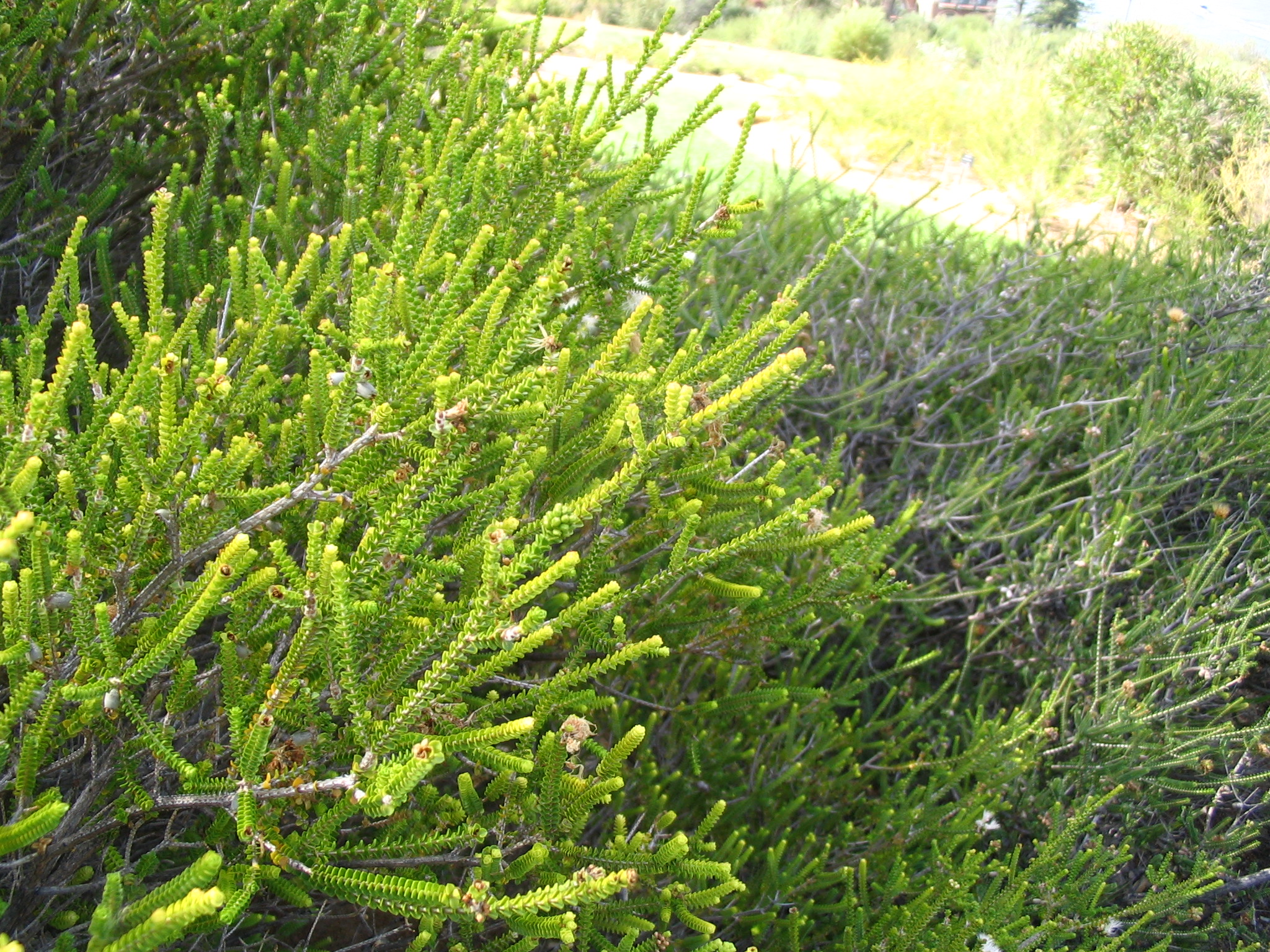
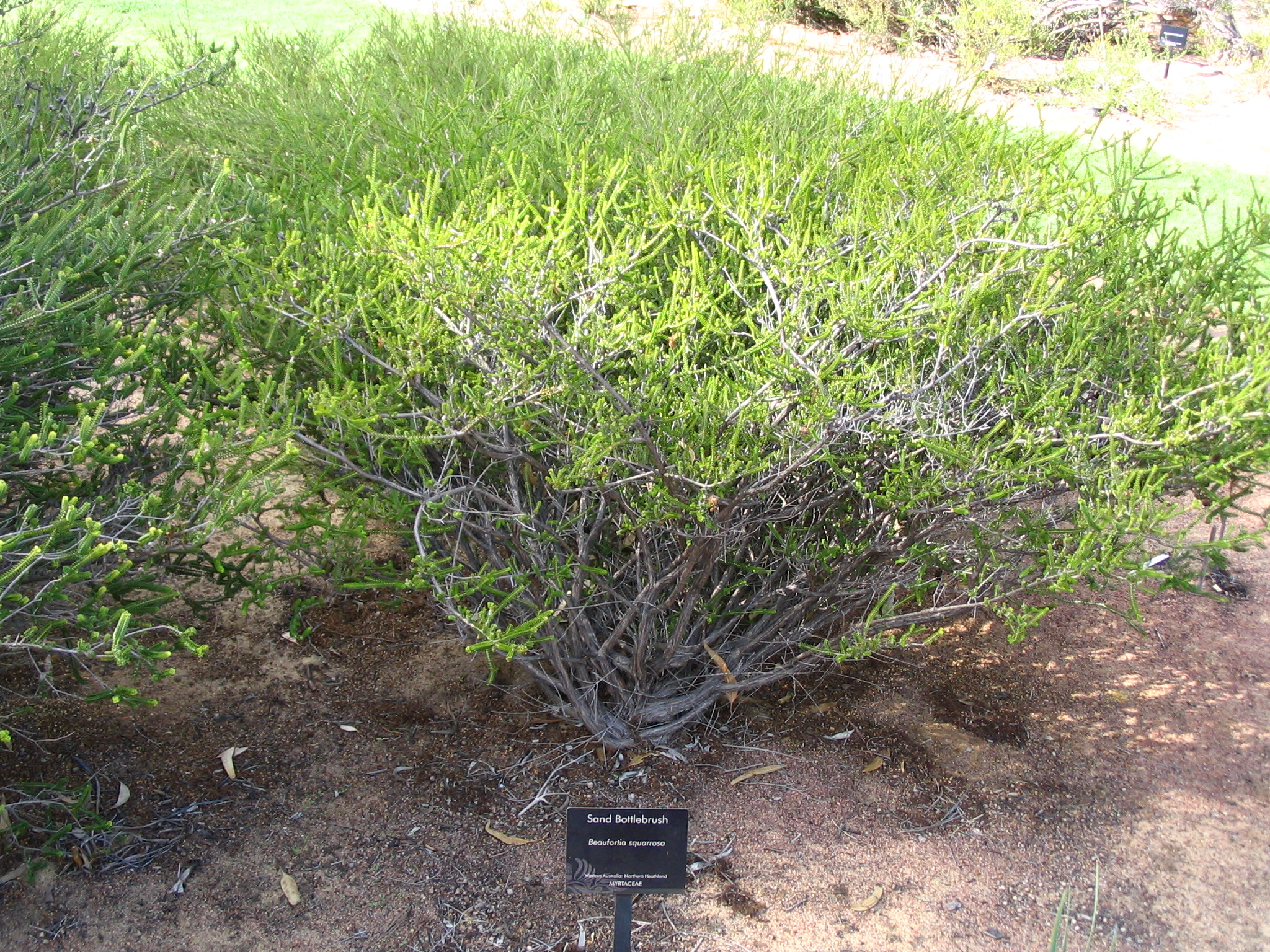